# Cleveland Cavaliers 1997-1998
La stagione 1997-98 dei Cleveland Cavaliers fu la 28ª nella NBA per la franchigia.
I Cleveland Cavaliers arrivarono quinti nella Central Division della Eastern Conference con un record di 47-35. Nei play-off persero al primo turno con gli Indiana Pacers (3-1).

## Roster
| N° | Naz.                   | Ruolo | Sportivo           | Anno | Alt. | Peso |
| -- | ---------------------- | ----- | ------------------ | ---- | ---- | ---- |
| 1  | Stati Uniti (bandiera) | G     | Wesley Person      | 1971 | 198  | 88   |
| 2  | Stati Uniti (bandiera) | G     | Scott Brooks       | 1965 | 180  | 75   |
| 3  | Stati Uniti (bandiera) | G     | Bob Sura           | 1973 | 196  | 91   |
| 4  | Stati Uniti (bandiera) | AC    | Shawn Kemp         | 1969 | 208  | 104  |
| 6  | Stati Uniti (bandiera) | GA    | Mitchell Butler    | 1970 | 196  | 95   |
| 11 | Lituania (bandiera)    | C     | Žydrūnas Ilgauskas | 1975 | 221  | 108  |
| 12 | Stati Uniti (bandiera) | G     | Brevin Knight      | 1975 | 178  | 78   |
| 20 | Stati Uniti (bandiera) | G     | Greg Graham        | 1970 | 193  | 79   |
| 23 | Stati Uniti (bandiera) | G     | Derek Anderson     | 1974 | 196  | 88   |
| 27 | Stati Uniti (bandiera) | G     | Tony Dumas         | 1972 | 198  | 86   |
| 30 | Stati Uniti (bandiera) | G     | Carl Thomas        | 1969 | 193  | 79   |
| 32 | Stati Uniti (bandiera) | A     | Henry James        | 1965 | 203  | 100  |
| 35 | Stati Uniti (bandiera) | A     | Danny Ferry        | 1966 | 208  | 104  |
| 44 | Stati Uniti (bandiera) | C     | Shawnelle Scott    | 1972 | 208  | 113  |
| 45 | Stati Uniti (bandiera) | A     | Cedric Henderson   | 1975 | 201  | 98   |
| 52 | Ucraina (bandiera)     | C     | Vitalij Potapenko  | 1975 | 208  | 129  |

## Staff tecnico
- Allenatore: Mike Fratello
- Vice-allenatori: Ron Rothstein, Sidney Lowe, Marc Iavaroni